# گنات-لویسکی
گنات-لویسکی (به لاتین: Gnaty-Lewiski) یک روستا در لهستان است که در گمینا ویننگتسا واقع شده‌است.